# Vrhovno vijeće Škotskog obreda
Vrhovno vijeće ili vrhovni savjet (engl. Supreme Council; fran. Suprême Conseil; njem. Oberster Rat) predstavlja neovisno i suvereno upravno tijelo Drevnog i prihvaćenog škotskog obreda, u sustavu slobodnog zidarstva. Vrhovna vijeća dodjeljuju jedan stupanj Škotskog obreda, i to posljednji 33. stupanj, te upravljaju tijelima koji dodjeljuju škotske stupnjeve od 4. do 32. 

## Nadležnost
Nadležnost vrhovnog vijeća obično se temelji na civilno-administrativnim granicama, pri čemu svako vrhovno vijeće upravlja stupnjevima unutar određene države. Svako vrhovno vijeće djeluje potpuno neovisno o drugima, postavljajući vlastita pravila, strukturu, izvođenje stupnjeva te odlučujući koja druga vrhovna vijeća će priznati. Kada se dvija vrhovna vijeća međusobno priznaju, kažu da su "u prijateljstvu" (engl. in Amity). To znači da se međusobno priznaju kao legitimne i dopuštaju članovima jedne posjećivanje druge. Ako dva vrhovna vijeća nisu "u prijateljstvu", oni ne priznaju članstvo i ne dopuštaju međusobne posjete tijelima pod svojom nadležnošću. Razlog prekida prijateljskih odnosa često je stvarno ili zamišljeno kršenje nekog od temelja slobodnog zidarstva.

## Stupanj
Suvereni veliki generalni inspektor ili suvereni veliki glavni inspektor (engl. Sovereign Grand Inspector General; fran. Souverain Grand Inspecteur Général) je posljednji i 33. stupanj Drevnog i prihvaćenog škotskog obreda te jedini stupanj u isključivoj nadležnosti vrhovnog vijeća.

## Struktura
Sastav vrhovnog vijeća može varirati ovisno o jurisdikciji, no zajedničko je da ih predvodi suvereni veliki zapovjednik (engl. Sovereign Grand Commander; fran. Souverain Grand Commandeur). Primjeri ustroja vrhovnih vijeća su:
- Vrhovno vijeće Škotskog obreda SAD Južne jurisdikcije sastoji se od najviše 33 člana, poznatih kao aktivni članovi. Ostali članovi Vrhovnog vijeća nose titulu "suvereni veliki generalni inspektor", i svaki od njih vodi tijela Škotskog reda u svom orijentu (tj. saveznoj državi). Voditelji orijenata koji nisu članovi Vrhovnog vijeća nazivaju se namjesnici Vrhovnog vijeća (Deputies of the Supreme Council).[2]
- Vrhovno vijeće Škotskog obreda SAD Sjeverne jurisdikcije može imati najviše 66 članova. Članovi koji su izabrani u Vrhovno vijeće dobivaju naziv "aktivni član" (Active). U ovoj jurisdikciji, svi slobodni zidari koji prime 33. stupanj postaju počasni članovi Vrhovnog vijeća. Voditelj Škotskog reda u svakoj saveznoj državi Sjeverne jurisdikcije nosi naslov namjesnik Vrhovnog vijeća (Deputy of the Supreme Council), npr. u Ohiju je to namjesnik za Ohio, i tako redom za svaku državu. Svaki namjesnik ima jednog ili više aktivnih članova koji mu pomažu u upravljanju radom u toj državi. Aktivni članovi Vrhovnog vijeća koji su vjerno služili 10 godina ili su navršili 75 godina života mogu steći počasni status "aktivni u miru" (Active, Emeritus).

## Podređena tijela
Kao što velike lože u slobodnom zidarstvu upravljaju masonskim ložama koje dodjeljuju tri osnovna stupnja, tako i vrhovna vijeća upravlja podređenim tijelima koja dodjeljuju 29 škotskih stupnjeva, od 4. do 32. Broj tijela i nadležnosti nad stupnjevima mogu varirati ovisno o nadležnosti, no ova tijela su loža savršenstva, kapitel ružinog križa, koncil kadoša ili areopag te konzistorij.
| Skupina stupnjeva | Južna jurisdikcija SAD | Sjeverna jurisdikcija SAD  | Kanada                | Engleska i Škotska    | Francuska             |
| ----------------- | ---------------------- | -------------------------- | --------------------- | --------------------- | --------------------- |
| 4° – 14°          | loža savršenstva       | loža savršenstva           | loža savršenstva      | kapitel ružinog križa | loža savršenstva      |
| 15° – 16°         | kapitel ružinog križa  | vijeće prinčeva Jeruzalema | kapitel ružinog križa | kapitel ružinog križa | kapitel ružinog križa |
| 17° – 18°         | kapitel ružinog križa  | kapitel ružinog križa      | kapitel ružinog križa | kapitel ružinog križa | kapitel ružinog križa |
| 19° – 30°         | koncil kadoša          | konzistorij                | konzistorij           | vrhovno vijeće        | areopag               |
| 31°               | konzistorij            | konzistorij                | konzistorij           | vrhovno vijeće        | tribunal              |
| 32°               | konzistorij            | konzistorij                | konzistorij           | vrhovno vijeće        | konzistorij           |

U Engleskoj i Walesu kao i Škotskoj vrhovna vijeća ovih nadležnosti dodjeljuju i stupnjeve 30. (vitez kadoš), 31. i 32., dok se stupnjevi od 19. do 29. dodjeljuju također u vrhovnom vijeću ali samo nominalno kroz upute.